# Joan Molas i Ripoll
Joan Molas i Ripoll   (Reus, 1943 - 3 d'abril de 2025) va ser un mànager català.

## Biografia
Joan Molas i Ripoll va ser el primer representant professional dels Països Catalans. Amb la seva parella, Núria Batalla, van ser l'ànima del moviment artístic de la Nova Cançó: primerament van treballar a la discogràfica Concèntric i, després, van publicar desenes de discos i van organitzar més de sis mil concerts, entre els quals destaquen els de Lluís Llach al teatre Olympia de París, al Gran Teatre del Liceu, o el Camp Nou l'any 1985.
A més, van produir discos com No és possible el que visc, de Quico Pi de la Serra; Viure, de Joan Isaac; Viatge a Ítaca, de Lluís Llach, o A l'Olympia, d’Ovidi Montllor. Durant les dècades dels 1960, 1970 i 1980, Molas i Batalla van representar artistes com Lluís Llach, Maria del Mar Bonet, Marina Rossell, Raimon, Ovidi Montllor, Ramon Muntaner, Quico Pi de la Serra, Joan Isaac, Pere Tàpias, la Companyia Elèctrica Dharma i molts altres.

## Premis i reconeixements
- 2008 - Premi Tenco[1]
- 2016 - Premi a la Trajectòria, d'ARC, juntament amb Núria Batalla